# Rolf Engert
Rolf Engert (* 31. Oktober 1889 in Frankenberg/Sa.; † 23. Januar 1962 in Dresden; Pseudonyme: Angelus Saxonicus, Maximos) war ein deutscher Schriftsteller, Lyriker, Dramatiker und Verleger.

## Leben

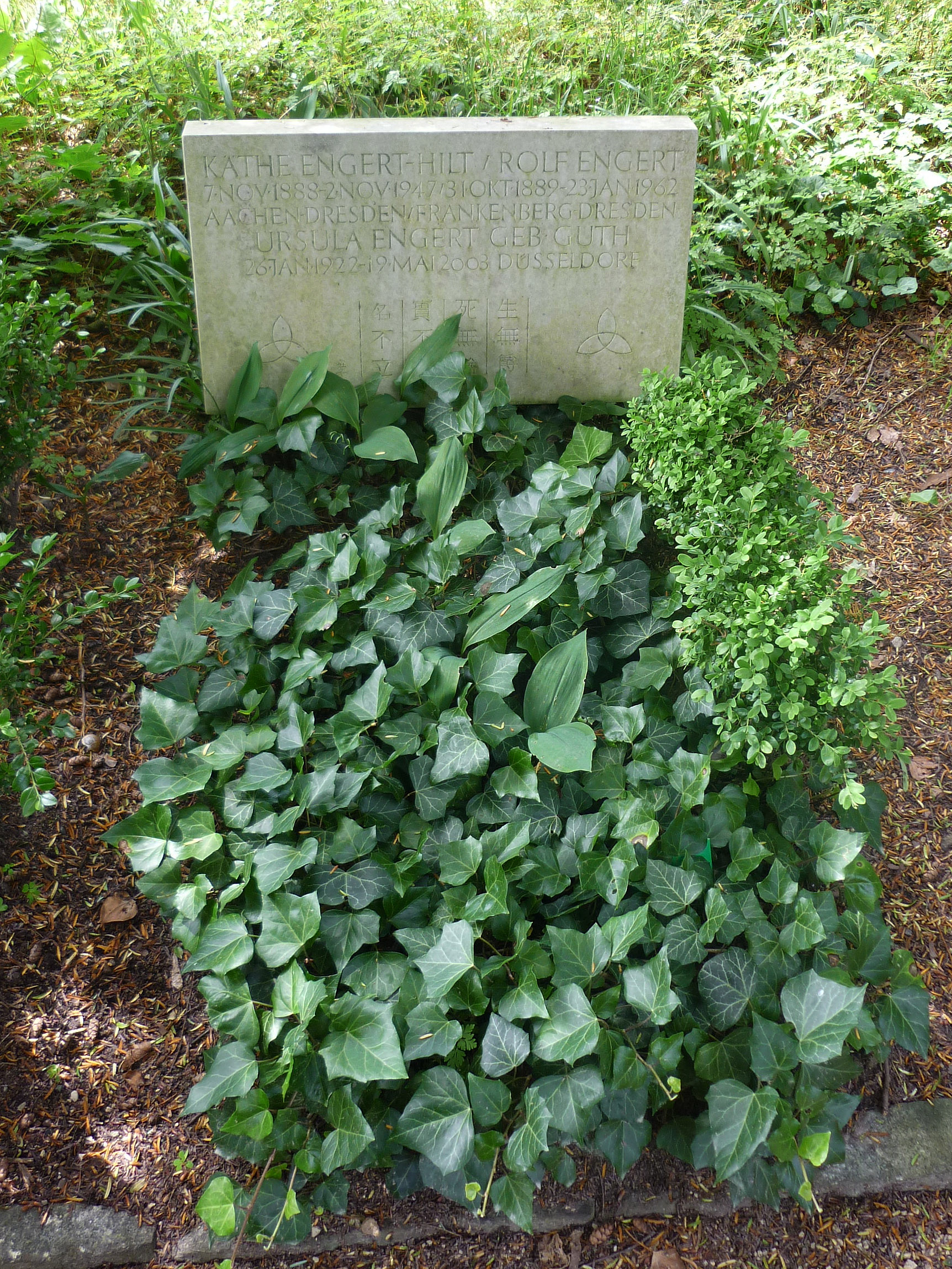
Grab von Rolf Engert auf dem Loschwitzer Friedhof

Rolf Engert wuchs mit zwei Brüdern und einer Schwester in der Familie des Bürgerschuldirektors Friedrich Emil Engert (1845–1913) und dessen Frau Martha (1860–1948) in Dresden auf.
Er besuchte das Königliche Gymnasium Dresden-Neustadt, das er 1909 mit dem Abitur abschloss. In Freiburg, Berlin, Kiel und Leipzig studierte er anschließend Philosophie, Germanistik und Geschichte. In Leipzig promovierte er 1916 mit einer Arbeit über Henrik Ibsen. Von 1916 bis 1919 studierte er an der Hochschule für dramatische Kunst und der Schauspielschule des Deutschen Theaters. 
Nachdem Engert keine Möglichkeit sah, in der Nachkriegszeit die angestrebte Tätigkeit als Dramaturg auszuüben, war er ab 1919 überwiegend als Schriftsteller tätig. Aufgrund seiner bereits 1906 begonnenen intensiven Beschäftigung mit Max Stirner trat er 1918 der von John Henry Mackay gegründeten Vereinigung der Stirnerfreunde bei. Während er sich von Mackay bald distanzierte, kam er über diese Vereinigung in Kontakt mit Georg Blumenthal, einem der Begründer der neophysiokratischen Bewegung. Über Blumenthal lernte er das Werk des Freiwirtschaftlers Silvio Gesell und diesen persönlich kennen. Stirners und Gesells Lehren ergänzten sich für Engert zu einer zeitgemäßen Gesellschaftstheorie. Dies führte ihn in den 1920er Jahren zu politischem Engagement, allerdings nicht in einer der großen Bewegungen der Zeit. Er suchte, wie Gesell, einen „dritten Weg“ jenseits von Kapitalismus und Kommunismus. So verteidigte er in einem Artikel 1932 seinen von Ibsen – aus dessen Stück Kaiser und Galiläer (1873) – übernommenen Begriff des „Dritten Reichs“ gegen die Vereinnahmung durch die Nationalsozialisten und stellte im März 1933 klar: „In einer früheren Veröffentlichung habe ich in Anschluß an Henrik Ibsen diese neue Grundlage gleicherweise höherer Natur wie höherer Kultur, ja der lebendigen Einheit beider mit dem Namen des dritten Reiches benannt. Dieser symbolische Begriff ist freilich heute durch die Terminologie einer politischen Partei nahezu entwertet und auf ein banales Niveau herabgezerrt worden und unverstanden und mißverstanden in aller Munde.“
Wenig später schrieb er allerdings – unter dem Pseudonym Maximos – eine Artikelreihe über Unsere positive Mitarbeit am Aufbau des neuen Deutschland. Bald jedoch zog er sich in die Innere Emigration zurück.
Ab 1945 war Engert an der Rudolf-Steiner-Schule in Dresden als Lehrer für Latein, Deutsch und Kunst angestellt und war 1948 für kurze Zeit Dozent für deutsche Literatur an der Hochschule für Bildende Künste Dresden. Im Jahr 1950 wurde er aus dem Schriftstellerverband der DDR ausgeschlossen. 
Engert wohnte seit 1929 in Dresden-Wachwitz, Wachwitzer Weinberg 9. Er starb 1962 in Dresden. Sein Grab befindet sich dort auf dem Loschwitzer Friedhof.

## Werk
Nachdem Engert 1921 seine erweiterte Dissertation von 1917 als Buch Henrik Ibsen als Verkünder des dritten Reiches herausgebracht hatte, schrieb er meist kleinere Arbeiten, zunächst in der von Salomo Friedlaender und Anselm Ruest herausgegebenen Zeitschrift des Stirnerbundes, Der Einzige (benannt nach Stirners Buch Der Einzige und sein Eigentum), in der auch der spätere Kant-Herausgeber Gerhard Lehmann seine ersten Texte publizierte. Als Nächstes veröffentlichte Engert in dem von ihm gegründeten Verlag des dritten Reiches vier Folgen Neue Beiträge zur Stirnerforschung, datiert auf die Jahre 76 bis 79 „nach Stirners Einzigem“ (1921 bis 1924). In seinen anschließenden Veröffentlichungen ging es ihm vorwiegend darum,

„die geistigen Grundlagen des von Henrik Ibsen verkündeten, von Max Stirner heraufgeführten, von Silvio Gesell wirtschaftlich fundierten dritten Reiches, des Mannesalters der Menschheit, der Zeit bejahter und bewußt ausgestalteter Einzigkeit des Einzelnen, auf allen Lebensgebieten zu erschaffen, so den radikalen Individualismus mit allen seinen Konsequenzen verwirklichend.“

Engerts Bemühungen, Stirners Ideen mit denen Gesells zu verbinden, die sich über mehr als ein Jahrzehnt in einer Reihe von Artikeln ausdrückten, blieb letztlich wenig Erfolg beschieden. Selbst in einer radikalen Fraktion der neophysiokratischen Bewegung, den „Fregosten“ (freien Egoisten), blieb Engert mit seinem Projekt isoliert, dies zumal, da auch Gesell selbst sich nie positiv dazu äußerte.

## Schriften
- Der Grundgedanke in Ibsens Weltanschauung nach Ibsens eigenen Hinweisen an seinen Werken gewonnen und entwickelt, Leipzig, Univ., Diss., 1917 (in der Reihe Probefahrten,  Erstlingsarbeiten aus dem Deutschen Seminar Leipzig, Bd. 29).
- Frühfeuer. Gedichte, Verlag des Dritten Reiches, Dresden 1919.
- Henrik Ibsen als Verkünder des dritten Reiches. Verlag Voigtländer, Leipzig, 1921. (Neu hg. mit Dokumentation und Personenregister: Max-Stirner-Archiv, Leipzig 2011, ISBN 978-3-933287-91-5)
- Die Freiwirtschaft: ein praktischer Ausdruck der Stirnerschen Philosophie. Vortrag gehalten am 26. November 76 nach Stirners Einzigem auf dem Europäischen Individualisten-Kongress, Freiland-Freigeld-Verlag, Erfurt 1921. (Neu hg.: 1998, Verlag Max-Stirner-Archiv, Leipzig, ISBN 978-3-933287-13-7)
- Neue Beiträge zur Stirnerforschung, Verlag des Dritten Reiches, Dresden 1921–1924 (Nachdruck 1996 im Anti-Quariat-Reprint-Verlag Berlin, ISBN 3-9803059-1-0)
  - Heft 1: Max Stirner / Über Schulgesetze.
  - Heft 2/3: Das Bildnis Max Stirners / Das Bild der Freien.
  - Heft 4: Stirner-Dokumente. (Faksimiles)
- Die Würde der Persönlichkeit und ihre Wahrung durch die natürliche Wirtschaftsordnung. Verlag Die Neue Zeit, Jena 1925 (Neu hg. 2001, Verlag Max-Stirner-Archiv, Leipzig, ISBN 978-3-933287-37-3)
- Seraphinischer Wandersmann. Sprüche, 1. Folge, 1948 (Neu veröffentlicht in der Zeitschrift "Der Einzige", Heft 1–3, 1998).